# Louis Not
Louis Not (Toulouse, 31 de octubre de 1919 – Villemur-sur-Tarn, 20 de junio de 2006) fue un filósofo francés más conocido por sus investigaciones en pedagogía. Fue uno de los primeros profesores de las carreras de Psicología y posteriormente de Psicopedagogía, y fundó la sección de Ciencias de la Educación del Departamento de Psicología en la Universidad de Toulouse-Le Mirail, actualmente Toulouse-Jean Jaurès. Su trayectoria profesional se fraguó entre la docencia y la investigación centrándose en la teoría del aprendizaje significativo de Jean Piaget.

## Reseña biográfica
Louis Not nació en la ciudad de Toulouse el 31 de octubre de 1919.
Comenzó sus estudios de filosofía en 1939, periodo en el que conoció a Jean Malrieu que posteriormente sería director de sus dos tesis doctorales. En 1942 contrajo matrimonio con Émilie Valade y se asentaron en Toulouse. Al año siguiente, fue llevado al campo de trabajo de Stettin en Alemania (actualmente Szczecin en Polonia) en el marco del STO (Servicio de trabajo obligatorio) por la Alemania nazi, momento en el que inició un largo proceso de conversión al catolicismo que culminaría a principios de los años 60.
Tras su regreso a Francia al final de la guerra, se trasladó a Sainte-Foy-de-Peyrolières, lugar en el que comenzó a ejercer como maestro a la vez que terminaba la licenciatura de filosofía. A principios de los años 50, recibió una llamada para participar como maestro de las llamadas “Clases Nuevas”, que le llevaron a profundizar en el enfoque psicológico de la educación. En 1961 fue nombrado director de estudios para la formación de maestros en la Escuela de Magisterio de Toulouse y, desde 1964 hasta su jubilación, ejerció como profesor de psicopedagogía, periodo en el que fundó la sección de Ciencias de la Educación, de la que sería uno de los responsables hasta el final de su carrera profesional.
En 1966 defendió la tesis doctoral bajo el título “Initiation aux mathématiques (Méthode psychopédagogique d’enseignement par correspondance)” y fue nombrado Doctor en Psicología por la Universidad de Toulouse-Le Mirail, actualmente Toulouse-Jean Jaurès. Su segunda tesis fue publicada en el año 1979 bajo el título “Les pédagogies de la connaissance”, obra que tuvo un gran impacto especialmente en la escuela pedagógica latinoamericana y que fue reeditada en el año 2017.

## Legado
Las visiones que Not recoge sobre la educación vienen de las escuelas pedagógicas precedentes. En primer lugar, se encuentra aquella postura en la que se ejerce la acción de desde fuera del alumno, esto es, el profesor transmite conocimientos a sus alumnos. En segundo lugar, está la escuela post-rousseauniana que defiende las capacidades intrínsecas del alumno para su desarrollo en detrimento de cualquier acción externa que se ejerza sobre ellos.
La terminología que emplea Not para denominar ambas posturas pedagógicas se denominan heteroestructuración del conocimiento y autoestructuración del conocimiento respectivamente. En conjunto, suponen para el pedagogo francés una contraposición marxista de tesis y antítesis. La síntesis de dicho sistema dinámico vendría a conformarse en la interestructuración del conocimiento, en la que profesores y alumnos toman los datos para convertirlos en conocimiento.
Las carencias que presenta un modelo de Escuela Tradicional, o de heteroestructuración, parten de que el alumno no entra en contacto con la materia. A efectos prácticos, esto significa que el profesor es quien transmite los contenidos a los alumnos para ejercer en ellos una acción transformadora de ignorantes a conocedores.
Las críticas planteadas por Not a la autoestructuración del conocimiento se centran en no considerar la acción individualista del alumno en el aprendizaje más importante que la acción de la enseñanza. Las dificultades que plantea esta postura, y que fueron citados por los autores anteriores, son:
-         La incapacidad que presenta el alumno de bastarse por sí solo en su progreso hacia el conocimiento.
-         Debe disponer de los procedimientos necesarios para lograr la comprensión del mundo que le rodea.
En un contexto de interestructuración del conocimiento, a diferencia de los dos modelos anteriores, el alumno conoce la realidad a través del objeto. De esta forma, cuenta con los procedimientos carentes en la autoestructuración. Por otra parte, asume un mayor protagonismo en la acción educativa ya que el maestro no se limita a transmitir información. De este modo se superan las dos posturas tradicionales con respecto a la pedagogía.
En la interestructuración del conocimiento para Not, como se citó en Mosquera (2014), “existe una reciprocidad de las condiciones sociales y el aprendizaje a través de la razón y el intelecto” (p.15).